# Xavier Dolan
Xavier Dolan-Tadros (Montreal, Canadá; 20 de marzo de 1989), más conocido como Xavier Dolan, es un actor, director, guionista y productor canadiense. Comenzó su carrera como actor infantil en comerciales antes de dirigir varios largometrajes de autor. Recibió elogios internacionales por primera vez en 2009 por su debut como director de largometraje, J'ai tué ma mère (Yo maté a mi madre), que también protagonizó, escribió y produjo, y que se estrenó en el 62º Festival de Cine de Cannes en la categoría de directores. Desde entonces, a razón de casi una película por año, todas ellas presentadas en los principales festivales de cine, se le describe regularmente como un “ joven prodigio del cine quebequense”.
Dolan ha ganado muchos elogios por su trabajo, incluido el Premio del Jurado en el Festival de Cine de Cannes de 2014 por Mommy y el Gran Prix del mismo festival por No es el fin del mundo. También ha ganado varios premios  como ser tres Premios César.
Fuera de sus propias películas, también ha protagonizado películas de otros directores, como  Boy Erased (2018), Bad Times at the El Royale (2018), It Chapter Two (2019). En 2022, fue nominado al Premio César al Mejor Actor de Reparto por Las Ilusiones perdidas.
Como actor, Dolan también participa activamente en el doblaje. Es, en particular, la voz quebequense de Rupert Grint (con el papel de Ron Weasley) en la serie de películas de Harry Potter, Taylor Lautner en la saga Crepúsculo, Timothée Chalamet, Nicholas Hoult, Eddie Redmayne, Dylan O'Brien o incluso de Josh Hutcherson en la saga Los juegos del hambre.

## Biografía
Dolan nació en Montreal, Quebec. Es hijo de Geneviève Dolan y del actor y cantante quebequés de origen egipcio Manuel Tadros. Empezó su carrera a la edad de seis años, en televisión, con veinte anuncios para las farmacias Jean-Coutu de Quebec, realizadas por André Mélançon.
El 2006 hace de Julien en el cortometraje Miroirs d'été, de Étienne Desrosiers. Cortometraje que fue seleccionado en festivales de Berlín, Kiev, San Diego, etc. En 2007 hizo de Antoine en la controvertida película de Pascal Laugier Martyrs.
En 2008, a la edad de 19, escribió, dirigió y protagonizó su primera película, J'ai tué ma mère (en inglés: I killed my mother), por la cual ganó tres premios en el Festival de Cannes durante el 2009: C.I.C.A.E. Award (Premio de la Confederación Internacional de Cines de Arte), Regards Jeunes Prize y SACD Prize (Directors' Fortnight) (o premio de la quincena de realizadores). El mismo Dolan dijo haber escrito el guion a la edad de dieciséis años, basándose en sus propias vivencias y mezclando las mismas con la ficción.

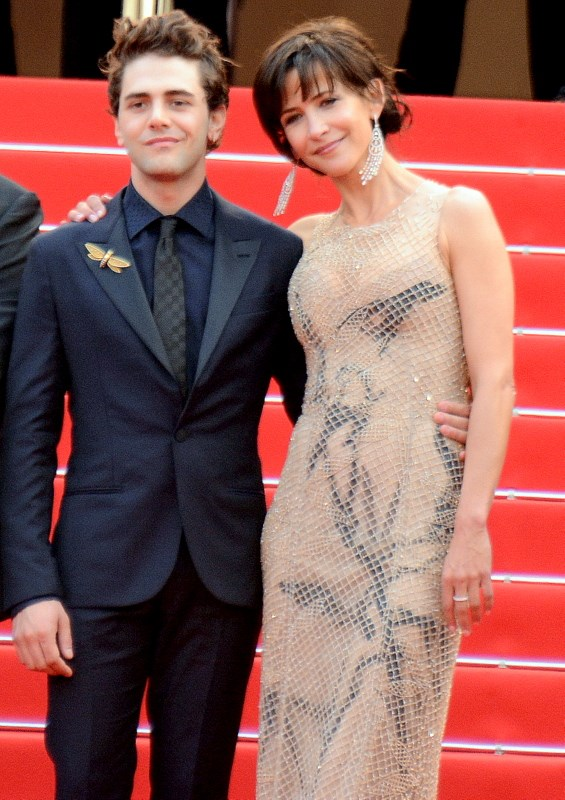
Dolan junto a Sophie Marceau en el Festival de Cannes (2015).

Su segundo film, Les Amours imaginaires (conocida en inglés como "Heartbeats") se estrenó en el 2010. Tuvo financiación privada esta vez. Sigue la vida de dos amigos que están enamorados del mismo chico misterioso. Inevitablemente, su amistad sufre. Para este segundo trabajo, Xavier Dolan ocupó los cargos de director, productor y actor, además de la supervisión de los departamentos de vestuario y dirección de arte. Se estrenó en la categoría Un Certain Regard en el 63 Festival de Cannes, en mayo de 2010 recibiendo una gran ovación. Además, ganó el primer premio de la Official Competition del Sydney Film Festival en junio.
Su tercer largometraje, Laurence Anyways (Laurence, de todas formas) fue estrenado en 2012, donde vuelve a dejar en evidencia su potencial a la hora de mostrarnos en la pantalla historias de amor. Es un drama romántico que cuenta la historia de una mujer transgénero (MTF) y su esposa en la década de 1990. La película es coproducida por Lyla Films y MK2, y filmada en su totalidad en Quebec. Este film fue seleccionado, otra vez, en la sección Un Certain Regard del Festival de Cannes de 2012. La película ganó el premio a la Mejor Película Canadiense en el Festival Internacional de Cine de Toronto. La decisión unánime del jurado decía: "La energía que desprende película es impresionante, es un nuevo tipo de historia de amor, tuvimos el honor de ver un gran genio".
En marzo de 2013, Dolan realiza el videoclip de la canción College Boy del grupo Indochine. Muestra a un adolescente, interpretado por Olivier Antoine Pilon, que es golpeado y humillado por sus compañeros de clase. A principios de mayo de 2013, el Consejo Superior del Audiovisual francés (CSA) consideró la prohibición del clip a menores de 16 años o menores de 18 años. Xavier Dolan explicó que la violencia que se muestra en el vídeo no es gratuita, pero que está destinada a denunciar esta violencia e incluso añadió que esta posición de la CSA finalmente ha otorgado una mayor importancia a su trabajo.
El 25 de julio de 2013, se anunció que su cuarta película sería una adaptación de la obra de Michel Marc Bouchard Tom en la Granja (Tom à la ferme). La película, un thriller psicológico, tuvo su estreno mundial en la sección principal de la competencia en el 70 Festival Internacional de Cine de Venecia el 2 de septiembre de 2013, donde recibió el premio FIPRESCI de la Federación Internacional de Críticos de Cine. Dolan -director, guionista y actor de la película- describió este premio como "un honor muy singular y agradable".
Mommy, la siguiente película de Dolan, del 2014, ganó el Premio del Jurado en la sección principal de la competencia en el Festival de Cine de Cannes 2014, compartido con la película de Jean-Luc Godard Adiós al lenguaje (Adieu au langage). La presidenta del jurado en el festival ese año fue Jane Campion y, al recibir el premio, Dolan dijo: "El Piano [la conocida película de Campion] fue la primera película que vi que realmente definió lo que soy... ella me dio ganas de escribir películas... El simple hecho de estar aquí en este escenario parado ante usted [Jane Campion] es extraordinario."

## Influencias
Dolan ha dicho que no está particularmente influenciado por ningún director específico, aunque en 2009 identificó a Michael Haneke como uno de sus directores favoritos por su trabajo de cámara preciso y su escritura fuerte, citando Funny Games y La pianista de Haneke como favoritos. 
En el Festival de Cine de Cannes de 2014 , dijo que El piano de Jane Campion fue una gran inspiración para él. También ha citado haber visto la película Titanic como una influencia temprana en su decisión de entrar en la industria cinematográfica. Ha mencionado rendir homenaje a My Own Private Idaho  con una secuencia en Maté a mi madre ,  y que estuvo influenciado por la escena de la lluvia de ranas al final de Magnolia, pero dijo en 2013;

Lo que intento decir es que no me dejo influenciar tanto por los directores... He leído básicamente todas las críticas de mis películas porque estoy loca y me concentro en lo negativo y quiero saber lo que la gente piensa y por qué lo piensa. Muchas veces he sido intimidada para que hiciera referencias e influencias que nunca fueron mías por los espectadores que proyectaban sus opiniones, asociaciones y suposiciones sobre mí... Pero seamos realistas: las ideas viajan y todo ya se ha hecho. Ahora todo es una cuestión de volver a interpretar las cosas.

Su lista de películas favoritas fue publicada en septiembre de 2023 en LaCinetek. Incluye varias obras de la década de 2000, como Million Dollar Baby y Mystic River de Clint Eastwood, There Will Be Blood de Paul Thomas Anderson, Catch Me If You Can de Steven Spielberg y The Departed  de Martin Scorsese.

## Vida personal
Dolan es abiertamente gay y describió su primera película, I Killed My Mother, como semiautobiográfica.

## Filmografía

### Como director
| Título                                | Año  | Personaje           | Notas                                  |
| ------------------------------------- | ---- | ------------------- | -------------------------------------- |
| J'ai tué ma mère                      | 2009 | Hubert Minel        | También productor y escritor           |
| Los amores imaginarios                | 2010 | Francis             | También productor y escritor           |
| Laurence Anyways                      | 2012 | Hombre en la fiesta | También productor ejecutivo y escritor |
| Tom à la ferme                        | 2013 | Tom                 | También productor y escritor           |
| Mommy                                 | 2014 |                     | También productor y escritor           |
| Juste la fin du monde                 | 2016 |                     | También productor y escritor           |
| The Death and Life of John F. Donovan | 2018 |                     | También productor y escritor           |
| Matthias & Maxime                     | 2019 | Max                 | También productor y escritor           |

### Como director en vídeos musicales
- «College Boy» (Vídeo para Indochine 2013)
- «Hello» (Vídeo para Adele) (2015)
- «Easy on Me» (Vídeo para Adele) (2021)

### Como actor
| Año  | Obra                        | Director           | Tipo de Obra | Personaje                         |
| ---- | --------------------------- | ------------------ | ------------ | --------------------------------- |
| 1994 | Miséricorde                 | Jean Beaudin       | Serie de TV  | Hijo                              |
| 1997 | Omerta 2, la loi du silence | Pierre Houle       | Serie de TV  | Nicolas Favarra                   |
| 1997 | J’en suis!                  | Claude Fournier    | Película     | Édouard Samson                    |
| 1999 | Le marchand de sable        | Nadine Fournelle   | Cortometraje | Chico joven                       |
| 2001 | La Fortesse Suspendue       | Roger Cantin       | Película     | Michaël                           |
| 2001 | L'Or                        | Jean-Claude Lord   | Serie de TV  | Jérémie Sullivan                  |
| 2005 | Attitudes                   | Manon Boisvert     | Cortometraje | Etienne                           |
| 2006 | Miroirs d'été               | Étienne Desrosiers | Cortometraje | Julien                            |
| 2007 | Suzie                       | Micheline Lanctôt  | Película     | Punk                              |
| 2008 | Martyrs                     | Pascal Laugier     | Película     | Antoine                           |
| 2009 | J'ai tué ma mère            | Xavier Dolan       | Película     | Hubert Minel                      |
| 2010 | Les Amours Imaginaires      | Xavier Dolan       | Película     | Francis                           |
| 2010 | Good Neighbours             | Jacob Tierney      | Película     | Jean-Marc                         |
| 2013 | Tom à la Ferme              | Xavier Dolan       | Película     | Tom                               |
| 2014 | Miraculum                   | Daniel Grou        | Película     | Étienne                           |
| 2014 | La Chanson de l'éléphant    | Charles Binamé     | Película     | Michael Aleen                     |
| 2018 | Boy Erased                  | Joel Edgerton      | Película     | Jon                               |
| 2019 | It                          | Andrés Muschietti  | Película     | Adrian Mellon                     |
| 2019 | Matthias & Maxime           | Xavier Dolan       | Película     | Maxime                            |
| 2021 | Illusions perdues           | Xavier Giannoli    | Película     | Nathan d'Anastazio                |
| 2023 | La bestia                   | Xavier Giannoli    | Película     | Voz de la inteligencia artificial |

### Como actor de doblaje
- Josh Hutcherson
  - 2009: Cirque du Freak: The Vampire's Assistant – Steve "Leopard" Leonard
  - 2010: The Kids Are All Right – Laser Allgood
  - 2012: Journey 2: The Mysterious Island – Sean Anderson
  - 2012: The Hunger Games – Peeta Mellark
  - 2012: Red Dawn – Robert Kitner
  - 2013: Epic – Nod
  - 2013: The Hunger Games: Catching Fire – Peeta Mellark
  - 2014: The Hunger Games: Mockingjay – Part 1 – Peeta Mellark
  - 2015: The Hunger Games: Mockingjay – Part 2 – Peeta Mellark
  - 2017: The Disaster Artist – Philip Haldiman
  - 2018: Elliot the Littlest Reindeer – Elliot
- Taylor Lautner
  - 2005: The Adventures of Sharkboy and Lavagirl in 3-D – Sharkboy
  - 2008: Twilight – Jacob Black
  - 2009: The Twilight Saga: New Moon – Jacob Black
  - 2010: Valentine's Day – Willy
  - 2010: The Twilight Saga: Eclipse – Jacob Black
  - 2011: Abduction – Nathan Harper
  - 2011: The Twilight Saga: Breaking Dawn – Part 1 – Jacob Black
  - 2012: The Twilight Saga: Breaking Dawn – Part 2 – Jacob Black
  - 2013: Grown Ups 2 – Andy
  - 2015: Tracers – Cam
- Rupert Grint
  - 2001: Harry Potter and the sorcerer's stone – Ron Weasley
  - 2002: Harry Potter and the Chamber of Secrets – Ron Weasley
  - 2004: Harry Potter and the Prisoner of Azkaban – Ron Weasley
  - 2005: Harry Potter and the Goblet of Fire – Ron Weasley
  - 2007: Harry Potter and the Order of the Phoenix – Ron Weasley
  - 2009: Harry Potter and the Half-Blood Prince – Ron Weasley
  - 2010: Harry Potter and the Deathly Hallows – Part 1 – Ron Weasley
  - 2011: Harry Potter and the Deathly Hallows – Part 2 – Ron Weasley
  - 2023: Knock at the Cabin – Redmond
- Aaron Taylor-Johnson
  - 2010: Kick-Ass – Dave Lizewski / Kick-Ass
  - 2012: Savages – Ben Leonard
  - 2012: Anna Karenina – Count Alexei Kirillovich Vronsky
  - 2013: Kick-Ass 2 – Dave Lizewski / Kick-Ass
  - 2014: Godzilla – U.S. Navy EOD LT Ford Brody
  - 2020: Tenet – Ives
  - 2022: Bullet Train – Tangerine
- Dylan O'Brien
  - 2014: The Maze Runner – Thomas
  - 2015: Maze Runner: The Scorch Trials – Thomas
  - 2016: Deepwater Horizon – Caleb Holloway
  - 2017: American Assassin – Mitch Rapp
  - 2018: Maze Runner: The Death Cure – Thomas
  - 2020: Flashback – Fredrick Fitzell
  - 2022: The Outfit – Richie Boyle
- Nicholas Hoult
  - 2005: The Weather Man – Mike
  - 2013: Jack the Giant Slayer – Jack
  - 2015: Mad Max: Fury Road – Nux
  - 2015: Equals – Silas
  - 2016: Collide – Casey Stein
  - 2019: Dark Phoenix – Hank McCoy
- Eddie Redmayne
  - 2011: My Week with Marilyn – Colin Clark
  - 2014: The Theory of Everything – Stephen Hawking
  - 2015: The Danish Girl – Einar Wegener / Lili Elbe (Lili Elvenes)
  - 2016: Fantastic Beasts and Where to Find Them – Newt Scamander
  - 2018: Fantastic Beasts: The Crimes of Grindelwald – Newt Scamander
  - 2022: Fantastic Beasts: The Secrets of Dumbledore – Newt Scamander
- Daryl Sabara
  - 2001: Spy Kids – Juni Cortez
  - 2002: Spy Kids 2: The Island of Lost Dreams – Juni Cortez
  - 2003: Spy Kids 3-D: Game Over – Juni Cortez
  - 2007: Halloween – Wesley Rhoades
  - 2011: Spy Kids: All the Time in the World – Juni Cortez
  - 2012: John Carter – Ned
- Nat Wolff
  - 2013: Admission – Jeremiah Balakian
  - 2014: The Fault in Our Stars – Isaac
  - 2015: Paper Towns – Quentin "Q" Jacobsen
  - 2015: The Intern – Justin
  - 2017: Home Again – Teddy Dorsey
- Haley Joel Osment
  - 2000: Pay It Forward – Trevor
  - 2002: The Hunchback of Notre Dame II – Zephyr
  - 2002: The Country Bears – Beary Barrington
  - 2003: The Jungle Book 2 – Mowgli
  - 2003: Secondhand Lions – Walter

Live-action
- 2000: My Dog Skip – Spit
- 2005: Saw II – Daniel Matthews
- 2006: Alpha Dog – Keith Stratten
- 2007: Whistler – Quinn McKaye
- 2008: High School Musical 3: Senior Year – Donnie Dion
- 2012: Life of Pi – Pi Patel
- 2012: Chernobyl Diaries – Chris
- 2014: Maléfica – Príncipe Philip
- 2014: The Amazing Spider-Man 2 – Harry Osborn
- 2016: Everybody Wants Some!! – Jake
- 2019: Spider-Man: Far From Home – Brad Davis
- 2019: The Death & Life of John F. Donovan – John F. Donovan
- 2021: Dune – Paul Atreides

Animación
- 2003: Finding Nemo – Tad
- 2006: Grossology – Ty
- 2007: Magi-Nation – Tony
- 2009: South Park – Stan Marsh
- 2009: Planet 51 – Skiff
- 2010: How to Train Your Dragon – Hiccup
- 2011: The Smurfs – Brainy Smurf
- 2015: Inside Out – Fear
- 2017: The Emoji Movie – Gene
- 2018: Anatane: Saving the Children of Okura – Anatane
- 2022: Lightyear - Buzz Lightyear
- 2023: Spider-Man: Across the Spider-Verse – Spot/Dr. Jonathan Ohnn

## Premios y distinciones
Festival Internacional de Cine de Cannes
| Año  | Categoría                           | Película               | Resultado |
| ---- | ----------------------------------- | ---------------------- | --------- |
| 2009 | Premio Arte y Ensayo de la CICAE    | J'ai tué ma mère       | Ganador   |
| 2009 | Premio de la SACD a la escenografía | J'ai tué ma mère       | Ganador   |
| 2009 | Premio a la Joven Promesa           | J'ai tué ma mère       | Ganador   |
| 2010 | Premio de la Juventud               | Los Amores Imaginarios | Ganador   |
| 2012 | Queer Palm                          | Laurence Anyways       | Ganador   |
| 2014 | Premio del Jurado                   | Mommy                  | Ganador   |
| 2016 | Gran Premio del Jurado              | Juste la fin du monde  | Ganador   |
| 2016 | Premio del Jurado Ecuménico         | Juste la fin du monde  | Ganador   |

Festival Internacional de Cine de Venecia
| Año  | Categoría                           | Película         | Resultado |
| ---- | ----------------------------------- | ---------------- | --------- |
| 2013 | Premio FIPRESCI a la mejor película | Tom en la granja | Ganador   |

- Festival Internacional del Cine Fracófono de Namur 2009:
  - Bayardo de Oro por J'ai tué ma mère
  - Bayardo de Oro a la Mejor Película Prima por J'ai tué ma mère
- Festival Internacional de Cine de Róterdam 2010: MovieSquad Award por J'ai tué ma mère
- Vancouver Film Critics Circle Awards 2010:
  - Mejor Película Canadiense por J'ai tué ma mère
  - Mejor Director Canadiense por J'ai tué ma mère
  - Mejor Actor Canadiense por J'ai tué ma mère
- Toronto Film Critics Association Awards 2010: 1.er Premio Jay Scott por J'ai tué ma mère
- Premios Jutra 2010:
  - Mejor Película por J'ai tué ma mère
  - Mejor Escenografía por J'ai tué ma mère
  - Película con más éxito fuera de Quebec por J'ai tué ma mère
- Premios Claude-Jutra 2010: Mejor Película Novel por J'ai tué ma mère
- Festival de Cine de Sídney 2010: Premio del Festival de Sídney por Les Amours Imaginaires
- Premio a la lucha contra la homofobia 2011
- Festival de Cine de Cabourg 2012:
  - Gran Premio por Laurence Anyways
  - Premio de la Juventud por Laurence Anyways
- Festival Internacional de Cine de Toronto 2012: Mejor Película Canadiense por Laurence Anyways
- Festival 2 Valenciennes 2014:
  - Premio de la Crítica por Tom à la ferme
  - Premio al Mejor Actor (compartido con Pierre-Yves Cardinal)

### Nominaciones
- César 2010: Mejor Película Extranjera por J'ai tué ma mère
- Premios Jutra 2010:
  - Mejor Realización por J'ai tué ma mère
  - Mejor Actor por J'ai tué ma mère
- César 2011: Mejor Película Extranjera por Los Amores Imaginarios
- César 2013: Mejor Película Extranjera por Laurence Anyways
- Premios del Cine Canadienses 2014:
  - Mejor Película por Tom à la ferme
  - Mejor Realización por Tom à la ferme
  - Mejor Escenografía por Tom à la ferme